# Složková gramatika
Složková gramatika (anglicky constituency grammar, phrase structure grammar) je gramatika vycházející z předpokladu, že každá složená gramatická jednotka se skládá ze dvou jednodušších disjunktních jednotek, které nazýváme jejími bezprostředními složkami (anglicky immediate constituent).
Složka (anglicky constituent) je v gramatice strukturní jednotka věty tvořená jedním slovem nebo těsněji spojenými menšími složkami.
Složka tvořená více než jedním slovem se nazývá frází (anglicky phrase), a slovo odpovídající kořeni závislostního stromu, který tuto frázi popisuje, je řídicím členem fráze neboli hlavou.
Zobrazení syntaktické struktury věty ve formě hierarchie bezprostředních složek se používá v různých variantách ve formálních modelech jazyka, především v generativní lingvistice Noama Chomského.

## Formální definice
Nechť S je konečná posloupnost slov. Systém složek na S je množina C podposloupností S, která zahrnuje celé S, všechna jednotlivá slova z S, a pro kterou platí, že libovolné dvě podposloupnosti S obsažené v C jsou buď disjunktní nebo je jedna z nich obsažena v druhé. Prvky takovéto množiny C se nazývají složkami.
Říkáme, že složka A dominuje složce B (také A zahrnuje v sobě B nebo B je vložena v A), jestliže B je částí (podmnožinou) A a přitom B není identické s A.
B je bezprostřední složkou A (B je bezprostředně vložena v A nebo A bezprostředně dominuje B) právě tehdy, když:
- A a B jsou složky systému C;
- A dominuje složce B;
- v C není složka, která dominuje složce B, a které naopak dominuje A.

## Druhy syntaktických frází
Klasifikace frází zpravidla vychází ze slovního druhu řídicího členu. Takové třídy se nazývají frázovými kategoriemi, nebo třídami frází, mezi které patří:
- jmenná fráze (substantivní fráze; anglicky noun phrase, NP), jejíž hlavou je podstatné jméno;
- adjektivní fráze (anglicky adjectival phrase, AP), jejíž hlavou je přídavné jméno;
- advebiální fráze (anglicky adverbial phrase, AdvP), jejíž hlavou je příslovce;
- prepoziční fráze (anglicky prepositional phrase, PP), jejíž hlavou je předložka;
- slovesná fráze (anglicky verb phrase, VP), jejíž hlavou je sloveso;
- věta (anglicky sentence, S).

Některé frázové kategorie, konkrétně jmenná fráze a věta, jsou rekurzívní – zahrnují v sobě složky stejné frázové kategorie.